# Корюшкові
Корюшкові (Osmeridae) — родина костистих риб ряду Корюшкоподібні (Osmeriformes).

## Опис
Корюшкові — це невеликі стрункі риби, з темною спинкою й сріблястими боками й черевцем. Спинний плавець короткий, містить 7 — 14 променів, розташований посередині тіла, над черевними плавцями. У хвостовому плавці 19 променів, у черевному — 7-8. На верхньощелепних костях наявні зуби. Шлунок у більшості видів у вигляді сліпого мішка. Є плавальний міхур. Для багатьох корюшок характерний специфічний запах свіжих огірків.

## Спосіб життя
Корюшкові — стайні риби, що живуть у придонних шарах або у товщі води. У молодому віці живляться планктонними ракоподібними, дорослі риби в одних видів (мойва) продовжують живитись планктоном, в інших — переходять на живлення донними ракоподібними, хробаками й дрібною рибою. Ікра в корюшок донна, що приклеюється; розміри ікринок — 0,7-1,1 мм.

## Поширення
Корюшкові широко поширені у північній півкулі. Населяють морські й прісні води басейнів північних частин Атлантичного, Тихого і Північного Льодовитого океанів. Серед корюшкових одні види все життя проводять у морі, інші частину життя проводять у морі або в естуаріях річок, у солонуватій воді, а для розмноження входять у річки, причому деякі з них можуть жити й у прісних водоймах, утворюючи озерні форми.

## Класифікація
Родина містить 16 видів у 6 родах:
- Рід Allosmerus (Hubbs, 1925)
  - Allosmerus elongatus (Ayres, 1854)
- Рід Hypomesus (Gill, 1862)
  - Hypomesus chishimaensis (Saruwatari, Lopéz y Pietsch, 1997)
  - Hypomesus japonicus (Brevoort, 1856)
  - Hypomesus nipponensis (McAllister, 1963)
  - Hypomesus olidus (Pallas, 1814)
  - Hypomesus pretiosus (Girard, 1854)
  - Hypomesus transpacificus (McAllister, 1963)
- Рід Mallotus (Cuvier, 1829)
  - Mallotus villosus (O. F. Müller, 1776) — мойва
- Рід Osmerus (Linnaeus, 1758)
  - Osmerus eperlanus (Linnaeus, 1758)
  - Osmerus mordax (Mitchill, 1814)
  - Osmerus spectrum (Cope, 1870)
- Рід Spirinchus (Jordan y Evermann, 1896)
  - Spirinchus lanceolatus (Hikita, 1913)
  - Spirinchus starksi (Fisk, 1913)
  - Spirinchus thaleichthys (Ayres, 1860)
- Рід Thaleichthys (Girard, 1858):
  - Thaleichthys pacificus (Richardson, 1836)